# ترنتولا-دوچنتا
ترنتولا-دوچنتا (به ایتالیایی: Trentola Ducenta) یک کومونه در ایتالیا است که در استان کسرتا واقع شده‌است. ترنتولا-دوچنتا ۶٫۶ کیلومتر مربع مساحت و ۱۹٬۳۲۳ نفر جمعیت دارد و ۴۲ متر بالاتر از سطح دریا واقع شده‌است.